# Waldstetten (Bajorország)
Waldstetten település Németországban, azon belül Bajorországban. Lakosainak száma 1271 fő (2023. december 31.).

## Népesség
A település népessége az elmúlt években az alábbi módon változott:
| Lakosok száma | 864  | 1202 | 961  | 1007 | 1213 | 1217 | 1204 | 1182 | 1242 | 1271 |
|               | 1875 | 1950 | 1975 | 1987 | 2012 | 2014 | 2016 | 2017 | 2021 | 2023 |